# Врыдловци
Врыдловци (болг. Връдловци) — село в Болгарии. Находится в Софийской области, входит в общину Годеч. Население составляет 23 человека (2022).

## Политическая ситуация
Врыдловци подчиняется непосредственно общине и не имеет своего кмета.
Кмет (мэр) общины Годеч — Владимир Аспарухов Александров Болгарская социалистическая партия (БСП) по результатам выборов.